# ハチミツ (國府田マリ子の曲)
「ハチミツ」は、声優の國府田マリ子が出した2ndマキシシングルである（8cmシングルも含めると13枚目のシングル）。品番はKICS-794。

## 収録曲
1. ハチミツ
  - 作詞・作曲：松本タカヒロ、編曲：亀田誠治
2. 世界中のポスト
  - 作詞・作曲：泉川そら、編曲：亀田誠治
3. 夏色の花
  - 作詞：國府田マリ子、作曲：井上うに、編曲：亀田誠治